# 12 cm GrW 42
120-мм міномет 12 cm GrW 42 (нім. Granatwerfer 42) — німецький 120-мм міномет часів Другої світової війни, що був розроблений на основі 120-мм радянського міномета, у свою чергу розроблений на принциповій схемі французького міномета 120 mm Brandt m35.
Роботи з розробки 120-мм міномета 12 cm GrW 42 були розпочати у 1942 у спробі забезпечити піхотні частини Вермахту надійною та потужною зброєю близької артилерійської підтримки більшого калібру, ніж використовувалася раніше. Основою стали захоплені у Червоній армії 120-мм міномети, які потрапили до німців у значній кількості у перший рік війни.
У 1943 році за штатним розкладом дивізії вермахту повинні були мати: піхотні по 24 од., танкові по 16 од., повітряно-десантні — по 63 од. 120 мм мінометів зразка 1942 року.

## Відео
- 120mm WWII German Granatwerfer 42 Mortar (12cm GrW 42) [Архівовано 7 жовтня 2021 у Wayback Machine.]